# Ferdinand Heim
Karl Theodor Ferdinand Heim (27. února 1895 Reutlingen – 14. listopadu 1971 Ulm) byl německý generál účastnící se bojů druhé světové války. Je znám hlavně jako „obětní beránek Stalingradu“.

## Život
Do 2. světové války vstoupil v hodnosti plukovníka jako náčelník štábu XVI. armádního sboru (motorizovaného), během invaze do Polska v roce 1939. Od září 1940 do května 1942 byl náčelníkem štábu 6. armády, kde také dosáhl v únoru 1942 hodnosti generálmajora.
Od července 1942 převzal velení nad 14. tankovou divizí. K 1. listopadu byl povýšen na generálporučíka a převzal velení nad XXXXVIII. tankovým sborem, jenž se skládal z 14. tankové divize, 22. tankové divize a rumunské 1. obrněné divize. Obě německé divize byly velmi oslabené a měly jen několik desítek tanků, z toho byla 14. tanková divize nasazena přímo ve Stalingradu, proto byla ještě začátkem listopadu vyřazena ze sboru. Rumunská divize, stejně jako ostatní složky rumunských armád, neměla velkou bojovou hodnotu. Jeho sbor byl 19. listopadu 1942 urychleně vyslán k průlomu sovětských vojsk na severním křídle skupiny armád B. Sovětský útok na severní a jižním křídle skupiny armád B měl za cíl obklíčit německá vojska ve Stalingradu a popřípadě dále postupovat na Rostov. Generálporučík Heim nasadil svoji prořídlou 22. tankovou divizi a nespolehlivou rumunskou 1. obrněnou divizi do útoku na bok sovětského severního průlomu, ale jeho síly na takový útok zdaleka nestačily. Jeho sbor byl se ztrátami odražen. Vzápětí byl na Hitlerův příkaz odvolán a uvězněn.
Byl souzen vojenským soudem, v jehož čele stál říšský maršál Hermann Göring. Soud jej odsoudil k trestu smrti, rozsudek byl změněn na několik let žaláře. Ale již v červnu 1943 jej Hitler omilostnil, když uznal, že jeho sbor neměl takové prostředky, aby odvrátil Stalingradskou katastrofu.
Od 5. srpna 1944 mu bylo svěřeno velení nad pevnostní posádkou v Boulogne ve Francii, kde se vzdal se zbylou posádkou 23. září 1944 kanadským vojákům.

## Povýšení & vyznamenání

### Data povýšení
- Fahnenjunker-Unteroffizier – 10. říjen 1914
- Fähnrich – 10. listopadu 1914
- Poručík – 25. února 1915
- Nadporučík – 18. října 1918
- Kapitán – 1. března 1928
- Major – 1. srpna 1934
- Podplukovník – 1. března 1937
- Plukovník – 1. srpna 1939
- Generálmajor – 1. února 1942
- Generálporučík – 1. listopadu 1942

### Vyznamenání
- Rytířský kříž – 30. srpna 1942
- Německý kříž ve zlatě – 26. ledna 1942
- Železný kříž II. třídy – (1. světová válka)
- Železný kříž I. třídy – (1. světová válka)
- Spona k železnému kříži II. třídy ?
- Spona k železnému kříži I. třídy ?
- Medaile za východní frontu – 1942
- Kříž cti
- |  |  |  Služební vyznamenání Wehrmachtu od IV. do I. třídy
- Velkovévodské hesenské vyznamenání za statečnost – (1. světová válka)
- Královské Württemberské vyznamenání za statečnost – (1. světová válka)